# Небојани
Небојани (мкд. Небојани) су насеље у Северној Македонији, у источном делу државе. Небојани су у саставу општине Кочани.

## Географија
Небојани су смештени у источном делу Северне Македоније. Од најближег града, Кочана, насеље је удаљено 25 km северно.
Насеље Небојани се налази у историјској области Осогово, на јужним висовима Осоговске планина. Подно насеља тече Црна река, саставница Оризарске реке. Надморска висина насеља је приближно 1.150 метара. 
Месна клима је планинска због знатне надморске висине.

## Становништво
Небојани су према последњем попису из 2002. године имали 46 становника.
Претежно становништво у насељу су етнички Македонци (100%).
Већинска вероисповест месног становништва је православље.